# Ziekte van Crohn

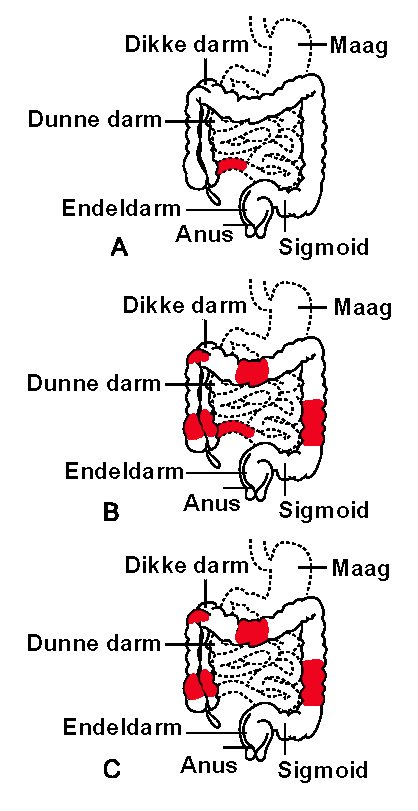
De drie meest voorkomende aantastingen:
A=ontsteking van de dunne darm (het ileum),
B=ontsteking van de dunne darm en de dikke darm (ileocolische vorm),
C=ontsteking van de dikke darm (colon)

De ziekte van Crohn of enteritis regionalis, is een inflammatoire darmziekte. Het betreft een chronische ontsteking van de slijmvliezen van het maag-darmkanaal. Meestal zijn de dunne en/of dikke darm getroffen, maar ook de mond of anus kunnen aangedaan zijn. De ontsteking van de darm bij de ziekte van Crohn kent grote verschillen in verloop. Het kan variëren van een snelle uitbreiding naar andere delen van het darmstelsel (acute fase) waar de patiënt veel last van heeft, tot een relatief rustig beeld zonder veel klachten of beperkingen dat door de jaren heen nauwelijks behandeling nodig heeft (chronische fase). 
De ziekte werd vernoemd naar de Amerikaanse arts Burrill Crohn, die in 1932 bij het Mount Sinai Ziekenhuis in New York samen met collega's een groep patiënten beschreef die ontstekingen had in het terminale ileum (dunne darm), een gebied dat het vaakst is aangedaan door de ziekte.

## Epidemiologie
Enkele tienduizenden Nederlanders en Belgen hebben een inflammatoire darmziekte. De ziekte openbaart zich vaak tussen het 15e en 30e levensjaar. Om onduidelijke redenen is de leeftijdsgrens rond de millenniumwisseling gaan dalen, in het jaar 2006 is er zelfs bij een aantal pasgeboren baby's de ziekte van Crohn vastgesteld. De ziekte van Crohn wordt iets meer bij vrouwen geconstateerd en colitis ulcerosa juist iets vaker bij mannen. Internationaal verschilt de prevalentie (het voorkomen van de ziekte) nogal, afhankelijk van waar men zich op de wereld bevindt en etniciteit.
In het algemeen komt de ziekte het meest voor in Noord-Amerika en Noord-Europa en het minst in gebieden waar de leefomstandigheden minder hygiënisch zijn. In Noord-Amerika komt de ziekte van Crohn het meest voor bij blanke Amerikanen (43,6 per 100.000) en bij Afrikaanse-Amerikanen (29,8 per 100.000) en het minst bij Aziaten (5,6 per 100.000) en Hispanics (4,1 per 100.000).

## Voorkomende klachten
- Dunne ontlasting of diarree: De ontstoken darm kan niet voldoende vocht opnemen.
- Vermagering, bloedarmoede of groeiachterstand: De ontstoken darm neemt bepaalde voedingstoffen onvoldoende op waardoor tekorten in het lichaam kunnen ontstaan, bijvoorbeeld aan vitamine B12. Als gevolg hiervan ontstaat ook vermoeidheid.
- Bloedverlies: Door de ontsteking ontstaan wondjes in de darm waardoor bloedverlies bij de ontlasting op kan treden.
- Buikpijn: de aangetaste darm kan voor pijn zorgen, zoals (langdurige) krampen. Moeilijk verteerbare voeding kan deze klachten verergeren.
- Vernauwing (stenose): Wanneer de ontsteking op een bepaalde plaats zeer heftig is (acute fase), kan er een vernauwing in de darm ontstaan. Deze kan ook ontstaan door een zich ontwikkelend littekenweefsel. Ook bij een relatief rustig verloop van de ontstekingen in de darm kan zich op den duur littekenweefsel vormen. Dit vaak starre bindweefsel kan net als in de acute fase aanleiding geven tot vernauwing en zelfs afsluiting van de darm.

Naast deze klachten kunnen nog andere verschijnselen optreden:
- Fistels: Wanneer de ontsteking overslaat op andere darmgedeeltes of omliggende organen kunnen zich onnatuurlijke verbindingen (fistels) vormen. Deze fistels kunnen doorlopen tot in andere organen en met name de huid.
- Gewrichtspijn: Bij een aantal patiënten beperkt de ontsteking zich niet alleen tot het maag-darmkanaal. Ook pijnlijke zwellingen van bijvoorbeeld knieën, ellebogen, enkels en polsen kunnen voorkomen, alsmede in de rug (ziekte van Bechterew). Soms is er alleen sprake van pijn zonder ontsteking. Dit wordt ook wel artralgie genoemd. De pijn doet zich voornamelijk voor in de handen, polsen en knieën.[7]

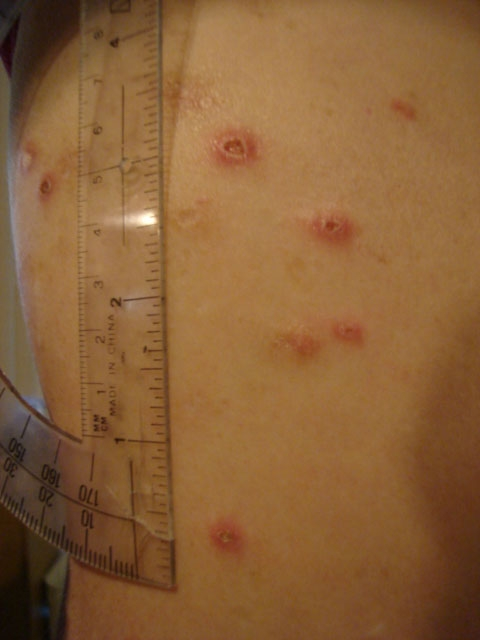
Huidzweren bij een patiënt met de ziekte van Crohn

- Oog- en huidaandoeningen: Ook hierbij beperkt de ontsteking zich niet alleen tot het maag-darmkanaal. Er kan sprake zijn van erythema nodosum of pyoderma gangraenosum, meestal de pustulaire vorm. Het doet zich met name voor op de bovenarmen en is wegens de zeldzaamheid moeilijk te herkennen voor artsen.[8] Het duurt vaak enige tijd voordat de patiënt met deze klachten naar de arts gaat. Ook het stellen van de diagnose neemt vaak nog enige tijd in beslag, omdat het niet altijd even duidelijk is wat er precies aan de hand is. Er bestaat nog geen eenvoudige test om de ziekte van Crohn vast te stellen.

## Risicofactoren
Er zijn duidelijke aanwijzingen dat zowel erfelijke factoren als omgevingsfactoren een rol spelen bij het ontstaan van de ziekte van Crohn. De oorzaak van de ziekte is sterk geassocieerd met een genetische mutatie van het Nod2-eiwit, een herkenningseiwit in cellen van het aangeboren immuunsysteem. Het menselijk lichaam beschikt over verdedigingsmechanismen tegen indringers zoals bacteriën en virussen. Er zijn aanwijzingen dat bij de ziekte van Crohn dit verdedigingsmechanisme het eigen lichaam aanvalt, met een ontstekingsreactie van het maag-darmkanaal als gevolg. Dit noemt men een auto-immuunziekte.
De volgende factoren worden in verband gebracht met een verhoogde kans op de ziekte van Crohn:
- Erfelijkheid. Verschillende genen spelen een rol bij het ontstaan van de ziekte van Crohn: IBD1-9 en CARD15. Mutaties in het CARD15-gen komen voor bij 10-15% van de patiënten. Het exacte mechanisme waardoor deze genen aanleiding geven tot het ontstaan van de ziekte is nog niet bekend. Wel is bekend dat de CARD15-mutaties aanleiding kunnen geven tot een verhoogde productie van ontstekingsbevorderende cytokines door monocyten en macrofagen. Roken (een omgevingsfactor) verdubbelt ongeveer het risico op het krijgen van een kind met de ziekte van Crohn. Een patiënt met de ziekte van Crohn die twee CARD15-mutaties heeft én rookt, heeft 35% kans op nageslacht met de ziekte. Het risico dat een kind van een niet-rokende ouder met de ziekte van Crohn, zonder CARD15-mutaties de ziekte ontwikkelt, bedraagt 2 procent. In het algemeen (zonder de ziekte van Crohn in de familie) bedraagt het risico op het krijgen van een kind met deze aandoening 0,1 procent.[9]
- Ashkenazi-Joodse afkomst. Mensen van Ashkenazi-Joodse afkomst hebben een vier tot zeven keer zo grote kans om de ziekte van Crohn te krijgen.[10][11] Broers, zussen en kinderen van Joodse patiënten met de ziekte van Crohn hebben ook een grotere kans de ziekte te krijgen dan familieleden van niet-Joodse afkomst.[11]
- Omgevingsfactoren. De ziekte van Crohn komt het meest voor in Noord-Amerika en Noord-Europa, en het minst in Zuid-Amerika, Zuidoost-Azië en Afrika (met uitzondering van Zuid-Afrika). Hier zouden genetische oorzaken een bijdrage kunnen leveren, maar zeker ook omgevingsfactoren zoals valt af te leiden uit het gegeven dat sinds de industrialisering van Hongkong, en ook Japan, de ziekte daar steeds vaker voorkomt. In Noord-Amerika en Europa komt het vaker voor in stedelijke gebieden dan in een landelijke omgeving. Epidemiologisch  gezien komt het weinig voor in onderontwikkelde gebieden. Slechte leefomstandigheden verlagen het risico op het ontwikkelen van de ziekte van Crohn. Overmatige hygiëne, zoals die in de westerse wereld voorkomt zou de immuunrespons kunnen verstoren en bijdragen aan het ontstaan van de ziekte. Borstvoeding verlaagt juist de kans dat het nageslacht de ziekte ontwikkelt.[6]
- Stress. Tegenslagen, chronische stress en depressies kunnen de ziekte verergeren of weer doen opleven, maar zijn niet de primaire oorzaak. Als de ziekte in een rustige fase verkeerde, kan zij hierdoor overgaan in een acute ontstekingsfase. Overmatige activiteit van de hypothalamus-hypofyse-bijnieras door stress kan maag-darmontstekingen verergeren. De bij stress betrokken stof CRF, en de invloed van stress op mestcellen zorgt ervoor dat bacteriën meer schade aan de darmwand toebrengen.[12]
- Roken: Roken is een risicofactor voor het ontstaan van de ziekte van Crohn en het vertraagt de genezing.[13] De odds ratio bedraagt 1,76.[14] Stoppen met roken vermindert het aantal oplevingen van de ziekte van Crohn met 40%. Het blijkt dat mensen met de ziekte van Crohn die roken, vaker geopereerd worden aan hun darmen en zich minder goed voelen. Mogelijke verklaringen hiervoor zijn dat roken de vorming van stolsels in de bloedvaten (trombose) van de darm bevordert, waardoor een ontsteking kan ontstaan, ontsteking van de wand van bloedvaten in de darmen die gepaard gaat met granuloomvorming en andere nog onopgehelderde immunologische effecten.
- Appendectomie (het operatief verwijderen van de appendix) verhoogt de kans op de ziekte en kan het beloop ervan verslechteren.[15][16]
- Tonsillectomie (het operatief verwijderen van de keelamandelen). Volgens verschillende studies hebben mensen bij wie de keelamandelen verwijderd zijn een aanzienlijk grotere kans op de ziekte van Crohn dan mensen die hun keelamandelen nog wel hebben.[17]

## Diagnose
Het stellen van de diagnose duurt niet zelden enige maanden. Soms is het in het begin nog niet goed duidelijk of er inderdaad sprake is van een chronische darmontsteking. Aan de andere kant komt het voor dat de diagnose wordt gesteld tijdens een (spoed)operatie, bijvoorbeeld omdat een blindedarmontsteking wordt vermoed.
- Anamnese: Eerst zal de arts met aanvullende vragen proberen een beter beeld te krijgen van de klachten. Dat zijn vragen over de aard en de duur van de buikpijn en de diarree, over eventueel gewichtsverlies, afwijkingen rond de anus en klachten van huid, gewrichten en ogen. Ook wordt meestal gevraagd naar het voorkomen van deze klachten in de omgeving of bij familieleden.
- Lichamelijk onderzoek: Ook al worden er vaak geen afwijkingen gevonden, het lichamelijk onderzoek blijft belangrijk. Het gewicht, de algemene indruk en het onderzoek van ogen, gewrichten, huid en vooral van buik en anus zijn belangrijk voor diagnose en behandeling. Daarnaast wordt gelet op fistels of andere afwijkingen rond de anus.
- Laboratoriumonderzoek: Allereerst wordt het bloed onderzocht. Bloedonderzoek bestaat meestal uit kijken of er sprake is van bloedarmoede (hemoglobinegehalte), van een ontsteking (erytrocytbezinkingssnelheid of CRP-bepaling) of van eiwitverlies via de darm (albuminegehalte). Een extra hulpmiddel in de diagnose is het bepalen van antistoffen tegen bakkers- en biergist (zogeheten anti-Saccharomyces cerevisiae antibodies, ofwel ASCA). Deze antistoffen worden gevonden in ongeveer 70% van de Crohn-patiënten. Positieve ASCA-antistoffen in combinatie met negatieve p-ANCA (perinucleair antineutrophil cytoplasmatic antibodies) antistoffen, is suggestief voor de ziekte van Crohn. Indien andersom (negatieve ASCA en positieve p-ANCA), kan dit passen bij colitis ulcerosa. Toont het bloedonderzoek verder geen afwijkingen aan, dan is een inflammatoire darmziekte minder waarschijnlijk, maar niet onmogelijk. Een steeds belangrijker onderzoek is een ontlastingsonderzoek waar gekeken wordt naar de calprotectine waarden. Deze waarden geven aan hoe actief de ontstekingen zijn en zijn waardevoller dan een bloedonderzoek. De ontlasting wordt meestal onderzocht om andere oorzaken van de klachten uit te sluiten. Dat kan bijvoorbeeld een infectie zijn met bacteriën, parasieten of wormen. Soms wordt gevraagd om de ontlasting gedurende enige dagen op te sparen om te onderzoeken of het vetgehalte hierin verhoogd is. Dat kan een teken zijn van een verstoorde vetopname.
- Coloscopie: De endoscopie neemt een steeds belangrijkere rol in bij het onderzoek van mensen met klachten die wijzen op een inflammatoire darmziekte. Met behulp van een flexibele endoscoop, een dunne en soepele slang, kan het inwendige van de dikke darm en een deel van de dunne darm in beeld gebracht worden. Op deze manier kan zichtbaar gemaakt worden of, en waar, er een ontsteking is. Daarbij kunnen met een tangetje kleine weefselstukjes (biopten) worden weggenomen om onder de microscoop te onderzoeken. Voordat een endoscopie plaats kan vinden moet de darm eerst zo goed mogelijk geleegd worden. Zo kan een optimaal onderzoek van de binnenkant van de darmwand plaatsvinden. Dit leegmaken start meestal de dag voor het onderzoek. De patiënt drinkt dan een laxeervloeistof en mag die dag verder alleen vloeibaar voedsel gebruiken. De dag van het onderzoek krijgt de patiënt een voorbereiding. Dan dient hij/zij tot 4 liter water met een zoutoplossing te drinken om de resterende afvalstoffen te verwijderen. Indien de darmen van de patiënt nog niet schoon zijn, zal vlak voor het onderzoek nog een klysma worden toegediend. Via de anus wordt hierbij een vloeistof ingebracht om de resterende ontlasting te verwijderen.
- Gastroscopie: een soortgelijk onderzoek als een endoscopie maar dan via de mond om de maag en twaalfvingerige darm zichtbaar te maken voor onderzoek.
- Röntgenonderzoek of MRI-scan: Dit wordt vooral uitgevoerd voor het onderzoek van de dunne darm. Meestal wordt door een dunne sonde, die via een neusgat in de maag wordt gebracht, contrastvloeistof (bariumpap) in de dunne darm gebracht. Daarna worden foto's of een scan gemaakt. Op deze manier kan onderzocht worden of er een ontsteking of een vernauwing (stenose) aanwezig is in de dunne darm en of er verbindingen tussen darm en andere organen bestaan (fistels). Ook hier geldt weer dat de darm zo goed mogelijk geleegd dient te zijn. Ook van de dikke darm kan een foto worden gemaakt. Dit heet een 'X-Colon'. Hierbij wordt een papje met barium via een kleine sonde via de anus in de dikke darm gebracht. Vervolgens worden röntgenfoto's gemaakt. Voor een volledig beeld van de dikke en dunne darm wordt de barium gedronken.
- Echografie en CT-scan hebben soms een rol bij het vaststellen van bepaalde complicaties van de ziekte, maar zijn zelden nodig.

## Behandeling

### Medicijnen
Vaak zal na het stellen van de diagnose een behandeling met medicijnen worden gestart. Deze medicijnen dienen enerzijds om de ontsteking af te remmen. Anderzijds onderdrukken ze het ontstaan van nieuwe ontstekingen. Daarnaast worden vaak medicijnen voorgeschreven om bloedarmoede en diarree tegen te gaan. Een patiënt moet dus in het algemeen langdurig worden behandeld met geneesmiddelen en ook langdurig door een specialist worden begeleid. De behandeling van de ziekte wordt symptomatisch genoemd, gericht op remming van de ontsteking. Dit betekent dat de behandeling de klachten en verschijnselen onderdrukt, maar de ziekte zelf niet geneest. Ongeveer 80% van de patiënten gebruikt langdurig medicijnen. Naast gunstige effecten kunnen in sommige gevallen ook bijwerkingen optreden. Dit is een van de redenen waarom bij langdurig gebruik van geneesmiddelen regelmatig het bloed wordt gecontroleerd.
De keuze van medicijnen is afhankelijk van de ernst van de ontsteking en van de plaats. Zo zijn er medicijnen die voornamelijk werken in de dunne darm. Andere werken juist in het laatste gedeelte van de dikke darm.
Medicijnen kunnen op verschillende manieren worden toegediend: via de mond, via een bloedvat of via de anus met een zetpil, een klysma of een onderhuidse injectie. Daarnaast zijn er medicijnen die op een bepaalde plaats in het lichaam werken en andere die in het hele lichaam werken. De toedieningswijze van een medicijn is afhankelijk van de plaats waar de ontsteking zich bevindt.
De belangrijkste geneesmiddelen zijn:
- 5-ASA preparaten, sulfasalazine (Salazopyrine) en mesalazine (Claversal, Salofalk en Pentasa). Het actieve bestanddeel van deze middelen is 5-aminosalicylzuur (5-ASA), werkt ontstekingsremmend, in tabletvorm of klysma.
- Corticosteroïden:
  - Prednison en prednisolon: Deze middelen zijn sterker werkzaam dan 5-ASA preparaten, maar worden vanwege de bijwerkingen alleen ingezet als niet of niet voldoende op een 5-ASA middel gereageerd wordt. Veel potentiële bijwerkingen, een belangrijke bijwerking bij langdurig gebruik is botontkalking. Via de mond in te nemen en prednison ook per infuus.
  - Budesonide, een lokaal werkende corticosteroïd. Kenmerkt zich door een even sterke werkzaamheid en minder bijwerkingen (geen botontkalking). Alleen bij bepaalde indicaties voor te schrijven.
- Immunosuppressiva:
  - Azathioprine: het duurt gemiddeld 2 tot 3 maanden voor de therapie resultaat geeft. Tablet.
  - 6-mercaptopurine remt de groei van cellen en doden snelgroeiende, woekerende cellen. Het medicijn wordt ook wel gebruikt bij de behandeling van kanker. Echter de dosering van mercaptopurine is bij de ziekte van Crohn en Colitis Ulcerosa veel lager dan bij de behandeling van kanker. Hierdoor komen bijverschijnselen minder vaak voor en zijn milder.[18]
  - Tioguanine, een cytostaticum. Na jarenlang niet-geregistreerd gebruik werd het in mei 2015 geregistreerd in Nederland onder de handelsnaam Thiosix®.[19]
- Methotrexaat: Beïnvloedt het afweersysteem, werkt ontstekingsremmend. Respons na 6-8 weken. Meestal intraveneus.
- Biologicals, waaronder:
  - TNF-alfa-remmers
    - Infliximab: een van de nieuwere middelen uit de groep van biologicals die geregistreerd zijn voor de behandeling van ernstige actieve ziekte van Crohn bij patiënten die niet reageren op volledige behandeling met prednison. Ook bekend onder de naam Remicade. Via infuus toe te dienen. Beïnvloedt het afweersysteem. Zeer duur, in Nederland volledig vergoed via het GVS en in België 95% terugbetaald via de "ziekenkas".
    - Adalimumab (Humira) en certolizumab pegol (TNF-alfa-remmers): als alternatief voor infliximab.

  - Interleukine-remmers:
    - ustekinumab: onderdrukt de lichaamsafweer en remt ontstekingen. Ustekinumab remt in het lichaam het effect van bepaalde eiwitten, de interleukines. Deze eiwitten ontstaan bij ontstekingen zoals bij de ziekte van Crohn. Ze verergeren de ontsteking, waardoor weer nieuwe interleukines vrijkomen. Door de interleukines te remmen wordt dit proces doorbroken. Als eerder genoemde medicijnen onvoldoende werken of niet gebruikt kunnen worden.[20]
    - vedolizumab: werkt selectief in de darmen zonder het hele immuunsysteem te onderdrukken. Als eerder genoemde medicijnen onvoldoende werken of niet gebruikt kunnen worden.

  - Antibiotica zoals ciprofloxacine, Rifampicine en metronidazol in geval van fistelvorming, en Antibiotica zoals Tazocin, Tavanic en Tiberal in geval van ontsteking.
- Onderzoek waarbij patiënten met de ziekte van Crohn bewust met de parasitaire varkenszweepworm (Trichuris suis) werden besmet, toonde verbetering van de klachten aan bij ongeveer driekwart van de patiënten.

Vele biologicals zijn in onderzoek, evenals een probioticum met E.Coli Nissle 1917.

### Voedingssupplementen
Uit een Cochrane meta-analyse uit 2007 blijkt dat visoliesupplementen veilig maar waarschijnlijk geen effectieve therapie zijn om de ziekte in remissie te houden.

### Cannabis
Cannabis is een veelgebruikt medicijn dat stoffen bevat die cannabinoïden genoemd worden. Een veranderde zintuiglijke perceptie of euforie zijn mogelijke effecten van het gebruik van cannabis of cannabisolie. Sommige cannabinoïden hebben echter eerder een ontstekingsremmend effect. Toch kunnen de effecten ervan op de ziekte van Crohn niet bevestigd worden. Er is meer onderzoek nodig naar de effecten van cannabis op de ziekte van Crohn, zowel in de actieve fase als in de remissiefase. Ook naar de neveneffecten is meer onderzoek nodig.

### Operatie
In sommige gevallen is het nodig een darmoperatie uit te voeren. Dit kan bijvoorbeeld het geval zijn bij een ernstige vernauwing van de darm of bij het niet reageren op medicijnen. De aanpak bij de ziekte van Crohn en colitis ulcerosa is hierbij duidelijk verschillend. Bij de ziekte van Crohn opereert men zo spaarzaam mogelijk. Als er geopereerd wordt, neemt men vaak het laatste gedeelte van de dunne darm en het begin van de dikke darm weg (ileocaecale resectie). Men kan ook een vernauwing (stenose) verwijderen, een fisteloperatie uitvoeren of een abces insnijden. Bij een aantal mensen met de ziekte van Crohn of met colitis ulcerosa is het soms noodzakelijk een tijdelijke of blijvende kunstmatige darmuitgang aan te leggen: een stoma.

## Verloop van de ziekte
Probleem bij de ziekte van Crohn is de onzekerheid over het verdere verloop. Soms blijft de ontsteking beperkt tot een klein deel van de darm. In andere gevallen beslaat de ontsteking een veel groter gedeelte van de darm. Er zijn grote verschillen in ernst en aard van de klachten en in het resultaat van de behandeling. De meeste patiënten kunnen na behandeling weer een gewoon leven leiden. Zij hebben betrekkelijk weinig klachten. De kwaliteit van hun leven is vergelijkbaar met die van mensen zonder de ziekte. Een aantal patiënten heeft echter een zeer moeilijk te controleren ontsteking. Daarvoor is uitgebreide behandeling met medicijnen nodig. Soms zijn ziekenhuisopname en een operatie noodzakelijk. Ook moeten de meeste patiënten regelmatig gecontroleerd worden door een specialist. Dit is in het algemeen een internist, een gastro-enteroloog, een kinderarts en/of een chirurg. Zeker bij medicijngebruik vindt geregeld bloedonderzoek plaats. Bij patiënten die niet goed reageren op de behandeling is soms opnieuw een endoscopisch onderzoek nodig.
- Zwangerschap: In het algemeen hebben vrouwen die lijden aan de ziekte van Crohn net zo veel kans op een normale zwangerschap als vrouwen die er niet aan lijden. Sommige vrouwen met de ziekte van Crohn, die operaties of fistels in het kleine bekken hebben gehad, hebben minder kans om zwanger te worden. Zwangerschap heeft meestal geen invloed op het verloop van de ziekte. Er zijn veel medicijnen die slecht zijn voor het ongeboren kind, bijvoorbeeld Prednisolon. Overleg met de behandelend arts daarover is dan ook noodzakelijk. De begeleiding van de zwangerschap, waarbij vooral zal worden gelet op de groei van het kind, wordt meestal gedaan door een gynaecoloog.
- Complicaties: De meeste mensen met een chronische darmziekte reageren gunstig op behandeling. Als de klachten na behandeling niet verminderen of zelfs verergeren of als de ontsteking zich uitbreidt tot buiten het darmkanaal, wordt dat beschouwd als een complicatie. Complicaties worden bij circa 10 tot 20% van de patiënten gezien. Uitbreiding van de ziekte buiten de darm betreft voornamelijk ontstekingen van de gewrichten, de huid, de ogen en de lever. Opvlamming van gewrichtsklachten loopt vaak parallel met een opleving van de darmontsteking.
- Kwaadaardige ontaarding: Er is in verschillende studies een (niet al te grote) relatie tussen colitis ulcerosa en colorectaal kanker aangetoond. Voor de ziekte van Crohn is deze relatie minder stevig aangetoond, mogelijk is er wel een relatie met dunne darmkanker. In het algemeen geldt dat het risico op colorectaalkanker toeneemt bij diagnose van een inflammatoire darmziekte op jonge leeftijd, langere duur van de symptomen en een heftiger verloop van de ziekte. Mogelijk heeft behandeling met 5-ASA een beschermende werking tegen het ontstaan van colorectaalkanker.